# Bon Iver
Bon Iver — американский инди-фолк коллектив из Фол Крик, Висконсин. Состав группы был сформирован в 2007 году усилиями Джастина Вернона.
В 2007 году коллектив, будучи независимыми артистами, выпустил свой дебютный студийный альбом — For Emma, Forever Ago. Большая часть дебютного альбома была записана Верноном в изолированном помещении на северо-западе Висконсина. Впоследствии группа победила в двух номинациях «Грэмми»: «Открытие года» и «Лучший альтернативный альбом года». Название коллектива исходит из французского выражения bon hiver («хорошая зима»).

## История
После распада группы DeYarmond Edison, расставания с девушкой и борьбы с мононуклеозом Джастин Вернон уехал из Роли (Северная Каролина) и вернулся в Висконсин, чтобы провести предстоящие зимние месяцы в лесном домике своего отца на севере штата. По словам музыканта, именно в это время ему впервые пришёл в голову псевдоним «Bon Iver»: прикованный к постели с мононуклеозом, он начал смотреть телесериал «Северная сторона» на DVD; в одной серии показана группа жителей Аляски, которые выходят из домов во время первого снегопада и желают друг другу «доброй зимы» (фр. bon hiver).
Первоначально Вернон не собирался сочинять или записывать музыку, а скорее, хотел оправиться от событий прошлого года. В конце концов записи стали появляться в течение этого очищающего периода изоляции. Незадолго до своего ухода музыкант помогал группе The Rosebuds сделать несколько записей, и у него были с собой основные звукозаписывающие устройства. Вернон играл на всех инструментах во время записи, и каждая песня была сильно обработана с большим количеством наложений. Сначала он сочинял мелодию без слов и, прослушивая её вновь и вновь, писал слова в соответствии со звучанием отдельных частей мелодии. В интервью Вернон рассказал, как был записан альбом: «У меня был очень лёгкий набор инструментов, основной небольшой звукозаписывающий набор: Sm57 и старая гитара Silvertone. У меня были старые барабаны, оставленные братом… и другие мелочи, которые я сделал или нашёл».
Эта запись едва не была выпущена и первоначально предназначалась в качестве сборника демо, который будет разослан на лейблы и впоследствии перезаписан. Но, получив весьма обнадёживающие отзывы от нескольких друзей, Вернон решил самостоятельно выпустить песни в их нынешнем состоянии. По словам его менеджера Кайла Френетта, первый тираж альбома составил 500 компакт-дисков, 17 из них были отправлены прессе, главным образом музыкальным блогам. Впервые альбом был замечен блогом My Old Kentucky в июне 2007 года. Дальнейшую известность получил он в октябре того же года благодаря весьма положительному отзыву влиятельного независимого интернет-издания Pitchfork. Эти упоминания в свою очередь привели к выступлению Вернона на торгово-выставочном фестивале CMJ Music Marathon в том же месяце. Оно вызвало большой интерес со стороны лейблов, и, как Френетт позже рассказал HitQuarters, в дальнейшем велись переговоры со множеством различных звукозаписывающих компаний, как независимых, так и крупных. Они решили подписать контракт с инди-лейблом Jagjaguwar, поскольку идеалы этой компании были наиболее близки к их собственным. Заключение контракта было подтверждено 29 октября.
Официальный релиз альбома For Emma, Forever Ago состоялся на Jagjaguwar в начале 2008 года. Вернон заявил, что он будет продолжать создавать альбомы без техников и продюсеров, потому что способен сделать всё сам. В это время альбом был размещён целиком на социальном медиа-сайте Virb.
21 июня 2011 года вышел второй студийный альбом, названный по имени группы, а 30 ноября коллектив был номинирован на «Грэмми» в четырёх категориях: «Лучший новый исполнитель», «Лучший альбом альтернативной музыки» за диск Bon Iver и в двух категориях за песню «Holocene» — «Песня года» и «Запись года». Коллектив был награждён в первых двух номинациях на 54-й церемонии «Грэмми».

## Дискография

### Студийные альбомы
| For Emma, Forever Ago                                                  | - Выпущен: 19 февраля 2008 - Лейбл: Jagjaguwar - Форматы: LP, CD, Цифровая дистрибуция      | 64 | 16 | 4 | 20 | 32 | — | 40 | 16 | 61 | 42 | AUS: Золотой DEN: Золотой UK: Золотой |
| Bon Iver                                                               | - Выпущен: 21 июня 2011 - Лейбл: Jagjaguwar - Форматы: LP, CD, Цифровая дистрибуция         | 2  | 1  | 1 | 1  | 2  | 6 | 1  | 3  | 15 | 4  | DEN: Золотой                          |
| 22, A Million                                                          | Выпущен: 30 сентября 2016 Лейбл: Jagjaguwar Форматы: LP, CD, CASSETTE, Цифровая дистрибуция |    | 2  |   |    | 2  | 1 | 3  | 2  | 8  | 2  | UK: Серебряный                        |
| i,i                                                                    | Выпущен: 19 августа 2019 Лейбл: Jagjaguwar                                                  |    |    |   |    |    |   |    |    |    |    |                                       |
| Sable, Fable                                                           | Выпущен: 2025                                                                               |    |    |   |    |    |   |    |    |    |    |                                       |
| «—» означает, что релиз не попал в чарт или не выходил в данной стране |                                                                                             |    |    |   |    |    |   |    |    |    |    |                                       |

### Мини-альбомы
| Название                                 | Подробности                                                                           | Высшее место в чарте | Высшее место в чарте | Высшее место в чарте | Высшее место в чарте |
| Название                                 | Подробности                                                                           | US                   | US Alt               | US Indie             | US Rock              |
| ---------------------------------------- | ------------------------------------------------------------------------------------- | -------------------- | -------------------- | -------------------- | -------------------- |
| Blood Bank                               | - Выпущен: 20 января 2009 - Лейбл: Jagjaguwar - Форматы: LP, CD, Цифровая дистрибуция | 16                   | 4                    | 3                    | 6                    |
| iTunes Session                           | - Выпущен: 19 июня 2012 - Лейбл: Jagjaguwar - Форматы: Цифровая дистрибуция           |                      |                      |                      |                      |
| Blood Bank EP (10th Anniversary Edition) | - Выпущен: 27 марта 2020 - Лейбл: Jagjaguwar - Форматы: LP, CD, Цифровая дистрибуция  |                      |                      |                      |                      |

### Синглы
| 2008                                                                   | «Skinny Love» | —  | —  | —  | —  | For Emma, Forever Ago |
| 2008                                                                   | «For Emma»    | —  | —  | —  | —  | For Emma, Forever Ago |
| 2008                                                                   | «re: Stacks»  | —  | —  | —  | —  | For Emma, Forever Ago |
| 2009                                                                   | «Blood Bank»  | 62 | 54 | 24 | 37 | Blood Bank EP         |
| 2011                                                                   | «Calgary»     | —  | —  | —  | —  | Bon Iver              |
| 2011                                                                   | «Holocene»    | —  | —  | —  | —  | Bon Iver              |
| 2012                                                                   | «Towers»      | —  | —  | —  | —  | Bon Iver              |
| 2012                                                                   | «Beth/Rest»   | —  | —  | —  | —  | Bon Iver              |
| «—» означает, что релиз не попал в чарт или не выходил в данной стране |               |    |    |    |    |                       |

### Совместные записи
- Rosyln (2009) — Bon Iver и St. Vincent
- Monster (2010) — Канье Уэст при участии Jay-Z, Рика Росса, Bon Iver и Ники Минаж
- Lost in the World — Канье Уэст при участии Bon Iver
- Flume / Come Talk to Me (2010) — Питер Гэбриэл / Bon Iver (сплит-сингл)
- Fall Creek Boys Choir (2011) — Джеймс Блейк и Bon Iver
- Down in the Willow Garden (2012) — Chieftains при участии Bon Iver
- I Need A Forest Fire (2016) — Джеймс Блейк и Bon Iver
- I'll Pretend (2018) — Суомп Догг при участии Гитар Шорти и Bon Iver
- Exile (2020) — Тейлор Свифт и Bon Iver
- Evermore (2020) — Тейлор Свифт и Bon Iver